# 统一推送工作委员会
统一推送工作委员会，原统一推送联盟（英語：Unified Push Alliance），是一个Android（安卓）平台下的移动应用信息推送技术联盟，以改善中國大陸Android系统用户的推送服务体验。
截至2021年6月8日，统一推送服务已经覆盖OPPO、realme、一加、中兴、三星、vivo、iQOO、小米、红米、坚果、ROG、聯想、Legion等共计15个品牌，其中华为、荣耀声称已完成适配，但实则仍在使用自家的推送服务。
2022年4月26日，统一推送联盟升级为统一推送工作委员会。
2022年8月19日，原官网（chinaupa.com）无法访问，域名出售，9月更换新网站。

## 背景
苹果公司和Google（谷歌）分别为自己的手机系统iOS和Android提供了推送服务APNs和FCM，以便将开发者想推送的消息精确推送给终端用户。但由於谷歌服务在中国大陆被防火长城屏蔽，中國大陸安卓系统难以使用谷歌原生的GMS服务，FCM推送也长期处于不稳定的状况。
在2017年10月由工业和信息化部牵头成立了统一推送联盟。但不是由工信部提供统一的推送服务器，而是提供一套规范，由各家厂商自己运营。

## 组织结构
统一推送联盟由工业和信息化部旗下中国泰尔实验室牵头成立，挂靠电信终端产业协会，接受工信部业务指导，总部设于北京。联盟最高机构为联盟理事会，下辖联盟秘书处、技术标准组、协同推进组、评估认证组。
联盟理事长为中国信息通信研究院，副理事长包括华为、小米、OPPO、vivo等手机厂商，阿里巴巴、百度、腾讯等互联网厂商，以及个推和极光等已有的安卓推送服务商。理事包括魅族、努比亚、联想、奇虎360、展讯、京东等。会员单位若干，Google、索尼和三星公司以观察员身份在列。首批共计75家成员单位。

## 发展历程
- 2017年10月16日，该联盟正式成立[1]。
- 2018年7月，联盟发布了《中国绿色App公约》[8]。
- 2018年8月1日，联盟发布了《统一推送通道层接口规范》，并明确了中國大陸统一推送时间表。
- 2019年9月25日，华为手机（包括荣耀）、OPPO、一加，realme等品牌完成统一推送服务适配[9]。
- 2019年11月25日，中兴手机完成统一推送服务适配[10]。
- 2019年11月28日，三星手机支持了统一推送标准[11]。
- 2019年12月24日，vivo（包括iQOO）完成统一推送服务适配[12]。
- 2020年2月9日，小米手机（包括红米手机）完成统一推送服务适配[13][14]。
- 2020年4月8日，坚果手机完成统一推送服务适配[15]。
- 2020年6月1日，联盟开放了“推必达”能力给所有智能可穿戴设备厂商[16]。

## 适配状况
| 品牌            | 是否支持统一推送服务 |
| --------------- | -------------------- |
| 华为（Huawei）  | 〇                   |
| 荣耀（Honor）   | 〇                   |
| 小米（Mi）      | 〇                   |
| 红米（Redmi）   | 〇                   |
| OPPO            | 〇                   |
| vivo            | 〇                   |
| iQOO            | 〇                   |
| 真我（realme）  | 〇                   |
| 中兴            | 〇                   |
| 三星            | 〇                   |
| 一加（Oneplus） | 〇                   |
| 魅族            | 〇                   |
| 努比亚          | 〇                   |
| 联想            | 〇                   |
| 坚果            | 〇                   |
| 索尼            | ×                    |

## 官方網站
- 官方网站